# Polanowice (Wrocław)

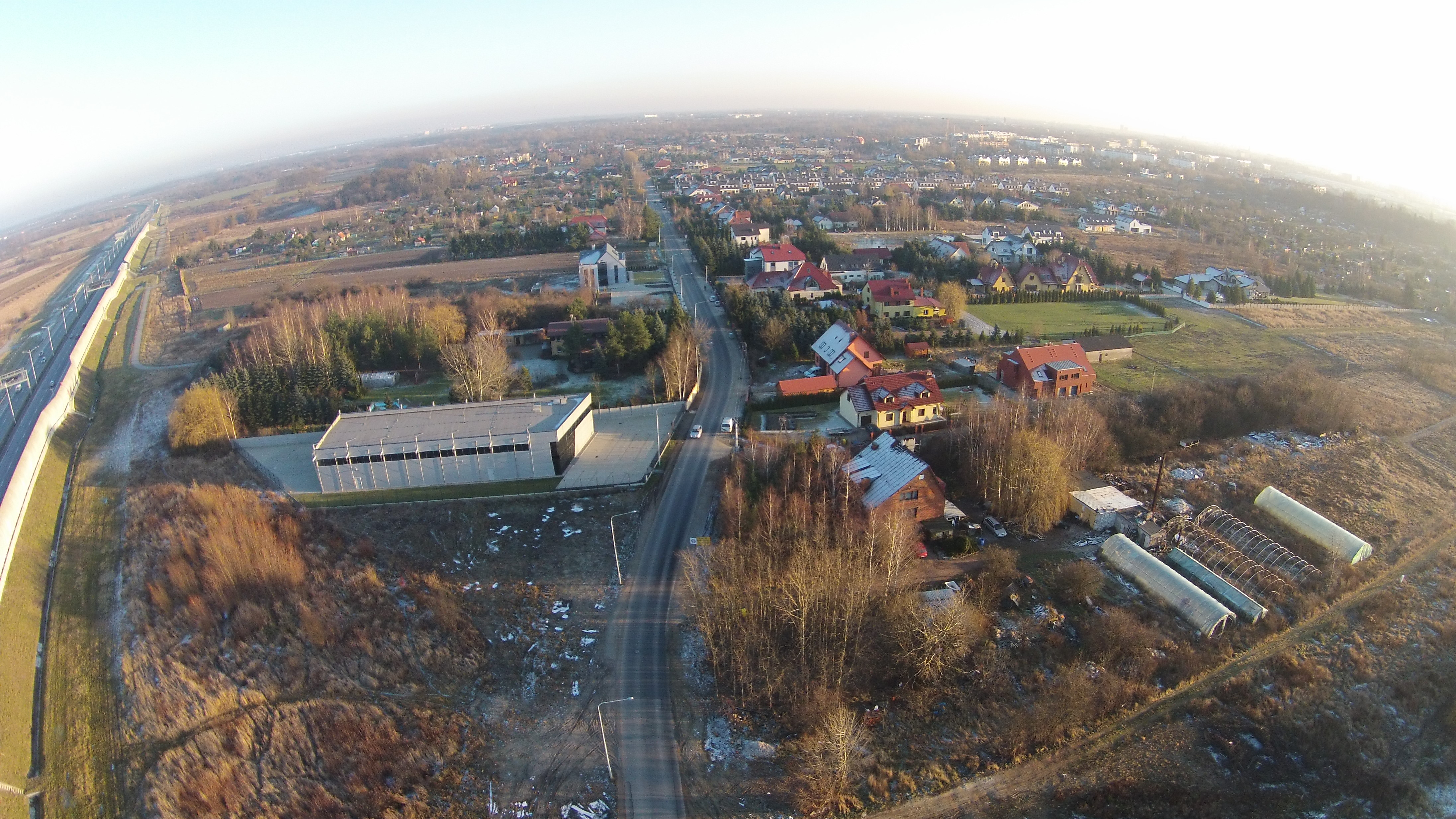
Widok osiedla od strony AOW

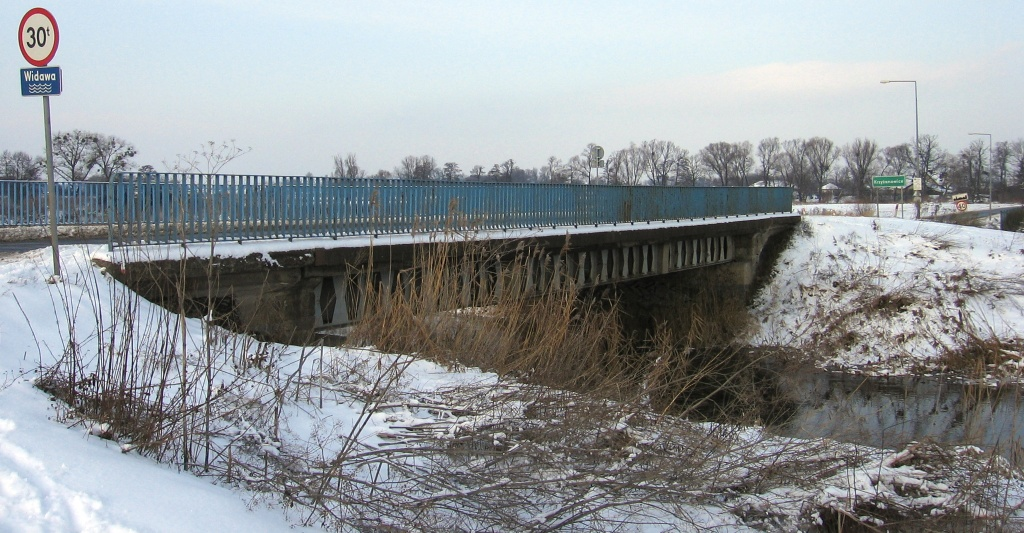
Most Polanowicki przez Widawę – granica między wsią Krzyżanowice a osiedlem Polanowice

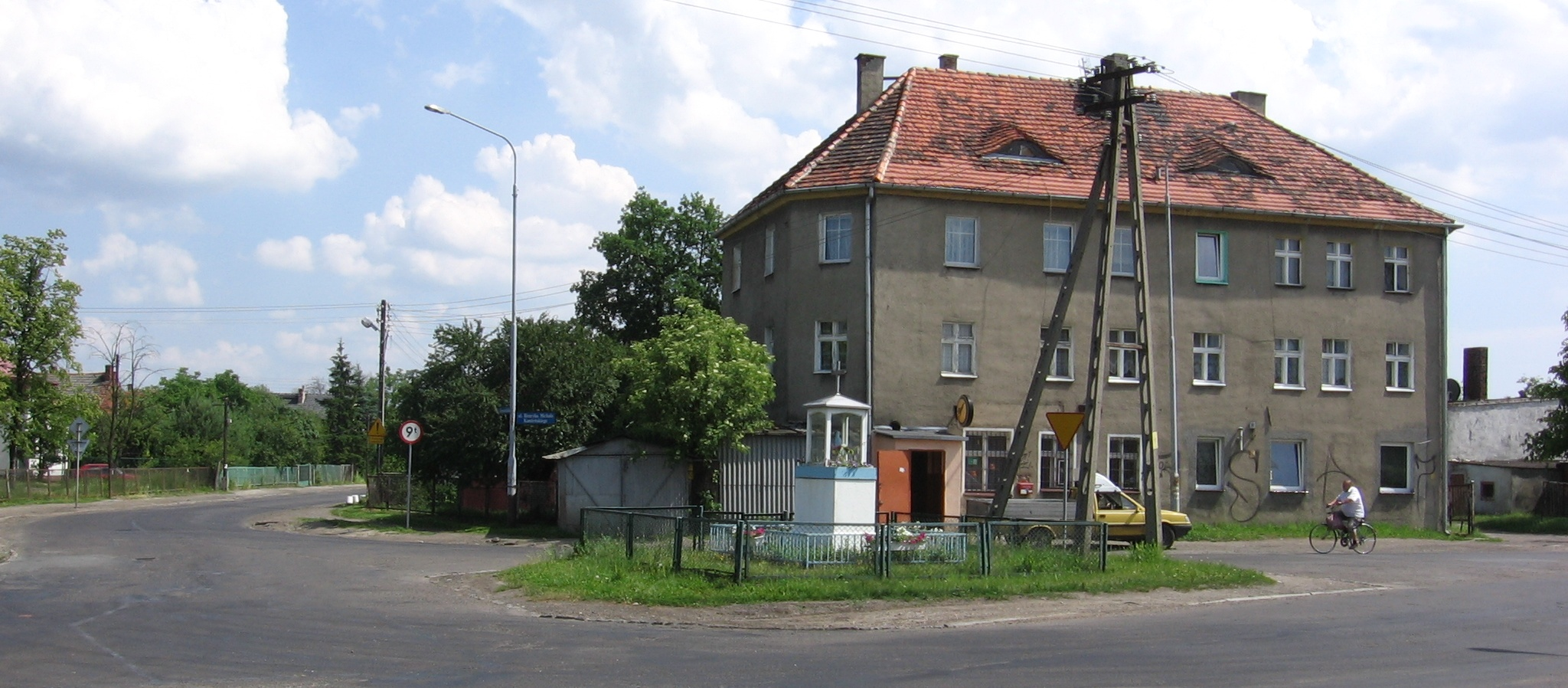
Skrzyżowanie ul. Starościńskiej i H. Kamieńskiego

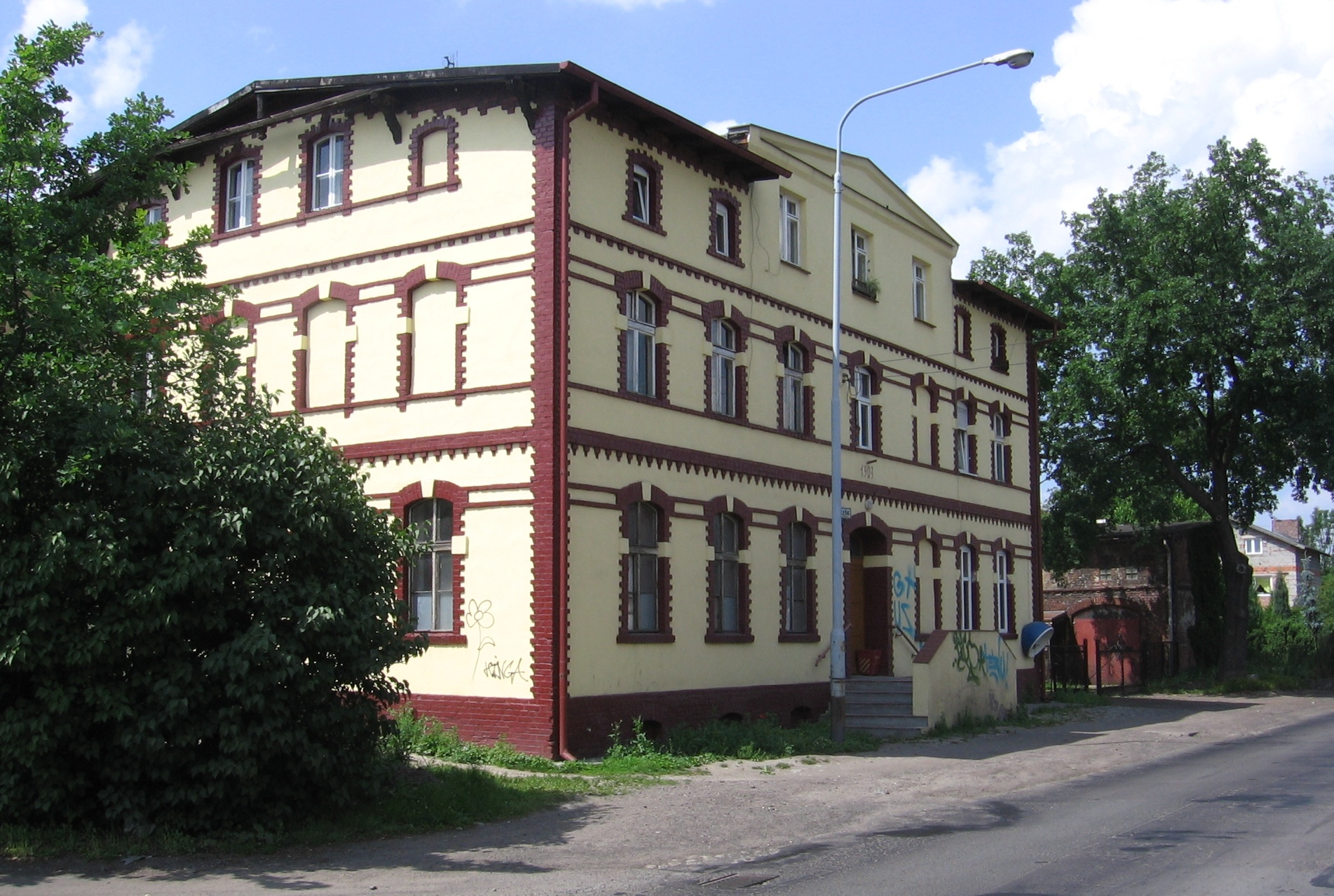
Podmiejski dom wielorodzinny z roku 1903, dawna szkoła

Polanowice (niem. Pohlanowitz, od 1937 Burgweide-West lub Weidenbrück) – część (zwyczajowo nazywana osiedlem) Wrocławia położona na północy miasta na osiedlu Polanowice-Poświętne-Ligota, w byłej dzielnicy Psie Pole. Od południa graniczy z osiedlami Poświętne, Karłowice i Sołtysowice, a od północy – przez rzekę Widawę – z wsią Krzyżanowice w powiecie trzebnickim.

## Nazwa
Miejscowość po raz pierwszy zanotowana w łacińskim dokumencie z 1251 roku jako Polamnovice. Nazwa ta notowana później w tym samym brzmieniu w 1268, a także Polanovici w latach 1267 oraz 1351, Polonowicz w 1360 oraz zgermanizowanej wersji Pollanowitz 1800.
Nazwa miejscowości pochodzi od polskiej nazwy określającej pole lub polanę. Według niemieckiego językoznawcy Heinricha Adamy’ego wywodzi się ona od polskiej nazwy "polowania", które również ma swój źródłosłów w słowie pole. W swoim dziele o nazwach miejscowych na Śląsku wydanym w 1888 roku we Wrocławiu wymienia jako najstarszą zanotowaną nazwę Polanowice, podając jej znaczenie "Jagdberzirk", czyli po polsku "rejon, rewir łowiecki".
Od polskiej nazwy oznaczającej pole oraz polanę, a także od nazwy Polak – "von Polan, Polanin, lat. Polanus, Polonus, wie Polak" wywodził znaczenie miejscowości niemiecki językoznawca Paul Hefftner w swojej pracy o nazwach miejscowości ziemi wrocławskiej pt. Ursprung und Bedeutung der Ortsnamen im Stadt und Landkreise Breslau.

## Historia
Wzmiankowana w połowie wieku XIII wieś stanowiła własność kapituły katedralnej. Po sekularyzacji w 1810 samodzielne sołectwo (z własną szkołą, wiatrakiem, cegielnią, folwarkiem i komorą celną), liczące w 1845 roku 351 mieszkańców.
Pod koniec XIX stulecia w związku z budową nowoczesnych umocnień Wrocławia zbudowano na północny zachód od Polanowic schron piechoty (1890-1891), który następnie w roku 1910 rozbudowano, tworząc Fort Piechoty nr 6. Istnienie tego dzieła warownego, otoczonego strefą rejonu ograniczeń budowlanych, ograniczało możliwość rozwoju miejscowości w kierunku zachodnim. Obecnie fort ten jest największą atrakcją turystyczną Polanowic, udostępnianą do zwiedzania przez Wrocławskie Stowarzyszenie Fortyfikacyjne.
W czasie oblężenia Festung Breslau została poważnie zniszczona. Po wojnie zmieniała nazwy: Sułkowice i Sołtysowice Zachodnie, przy czym ta druga jest dosłownym tłumaczeniem nazwy z lat 1937-1945 (Burgweide to Sołtysowice, Burgweide-West przetłumaczono jako Sołtysowice Zachodnie), na mapie z 1948 już jako Polanowice. Wieś przyłączona do Wrocławia 1 stycznia 1973. W latach 80. zbudowano tu kościół NMP Matki Kościoła, od lat 90. datuje się przyspieszenie zabudowy, tak jednorodzinnej, jak wielorodzinnej.

## Komunikacja miejska
Polanowice są obsługiwane przez następujące linie autobusowe:
- 130: Polanowice – Osiedle Sobieskiego
- 144: Polanowice – Zwycięska
- 908: Dworzec Nadodrze – Psary/Krzyżanowice/Szymanów
- 930: Krzyżanowice – Kromera
- 247: Polanowice – Giełdowa (Centrum Hurtu) (linia nocna)